# Kriya-yoga
Kriya-yoga is een vorm van yoga. De naam komt van het Sanskriet: kri - handelen, en ya - ziel, hetgeen wordt opgevat als het bewust waarnemen van de ziel, of goddelijke in jezelf in al je activiteiten tot uiting brengen. Kriya (werking).

## Ontstaansgeschiedenis
Hoe kriya-yoga exact is ontstaan, is in de loop van de tijd verloren gegaan. Dat kriya-yoga zeer oud is, blijkt uit het feit dat Patanjali (mogelijk 2e eeuw v.Chr.), de schrijver van de Yogasoetra's, tweemaal melding maakte van kriya-yoga.
Kriya-yoga omvat de drie laatste elementen van Niyama, de tweede anga van de asthanga yoga (de acht treden, die naar bevrijding, moksha of kaivalya voeren). Die drie elementen van niyama zijn: tapas (onthouding), svadhyaya (zelfstudie) en Ishvarapranidhana (zelfovergave aan Ishvara, God). Ze verzachten de bezoekingen (klesa's) en leiden de leerling tot samadhi.
De legende wil dat deze oude kriya-yoga door Mahavatar Babaji Maharaj in 1861 in India terug in de wereld werd gebracht. Deze mythische Babaji leeft en mediteert sinds eeuwen afgezonderd met een selecte groep in de Himalaya en verschijnt slechts uiterst zelden en omwille van een bijzondere spirituele opdracht aan grote leraren, hoewel hij iedere serieuze kriya yogi telepathisch begeleidt. Hij gaf zijn kennis aan de door hem opgeleide leerling Shyamacharan Lahiri Mahasaya van Benares.
Vervolgens werd die meditatiemethode van leraar op leerling doorgegeven zoals in elke yogatraditie. Lahiri's voornaamste discipelen waren Panchanon Bhattacharya, Swami Pranabananda, Swami Keshabananda, Swami Kebalananda (Yogananda's sanskrietleraar), Sri Bhupendra Nath Sanyal en Swami Sri Yoekteswar. Sri Yoekteswars belangrijkste leerlingen waren Paramahansa Yogananda, Swami Satyananda giri en Paramahansa Hariharananda giri.

## Verspreiding in het Westen

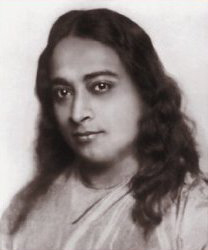
Paramahansa Yogananda

Paramahansa Yogananda bracht de kriya-yoga naar het westen. Hij bracht de helft van zijn leven door in de VS en maakte de kennis van meditatie, kriya-yoga, en de bovengenoemde spirituele meesters vooral bekend door zijn boek: Autobiografie van een Yogi. Dit boek verscheen in 1946, oorspronkelijk in het Engels, door de auteur nog herzien in zijn sterfjaar 1952, en werd intussen in vele westerse en Indische talen vertaald.
Vanaf 1974 kwam Paramahansa Hariharananda geregeld naar het Westen, waar hij eind 2002 ook overleed. Hij heeft de Kriya een serieus elan gegeven zowel in India als in het Westen, met een uitgebreid netwerk van leraren en ashrams of centra.